# Solanum sisymbriifolium
Solanum sisymbriifolium là loài thực vật có hoa trong họ Cà. Loài này được Lam. miêu tả khoa học đầu tiên năm 1794.